# Eusimonia walsinghami
Eusimonia walsinghami es una especie de arácnido  del orden Solifugae de la familia Karschiidae.

## Distribución geográfica
Se encuentra en Argelia.